# Euonymus acuminifolius
Euonymus acuminifolius är en benvedsväxtart som beskrevs av Ralph Anthony Blakelock. Euonymus acuminifolius ingår i släktet Euonymus och familjen Celastraceae. Inga underarter finns listade.